# Станіславув (гміна Мокрсько)
Станіславув (пол. Stanisławów) — село в Польщі, у гміні Мокрсько Велюнського повіту Лодзинського воєводства.
У 1975-1998 роках село належало до Серадзького воєводства.